# Herbertové

Původní erb Herbertů

Herbertové jsou starý anglický šlechtický rod původem z Walesu. Díky příbuzenskému vztahu s Jindřichem VIII. se v 16. století dostali mezi nejvyšší šlechtu a až do 20. století řada členů rodu zastávala vysoké funkce ve státní správě, armádě a v koloniích. Vedle významných státníků a vojevůdců vynikl George Herbert, 5. hrabě z Carnarvonu jako nadšený archeolog a objevitel Tutanchamonovy hrobky v Egyptě. Hlavní rodová sídla Wilton House (Wiltshire), Highclere Castle (Berkshire) a Powis Castle (Wales) s bohatými uměleckými sbírkami jsou dnes zpřístupněna pro veřejnost. V současnosti rod reprezentují William Herbert, 18. hrabě z Pembroke (* 1978), George Herbert, 8. hrabě z Carnarvonu (* 1956) a John Herbert, 8. hrabě z Powisu (* 1952).

## Dějiny rodu

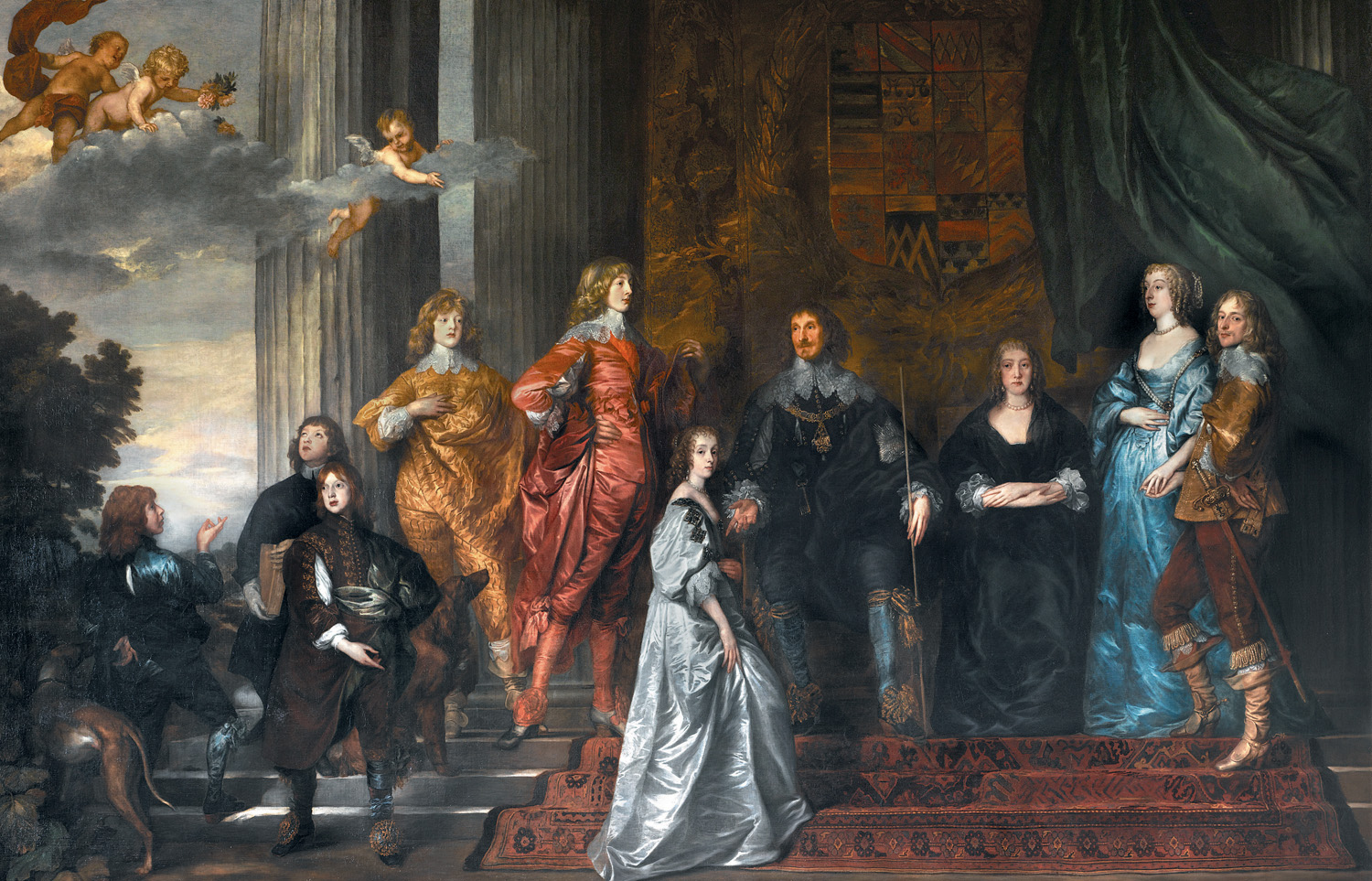
Anthonis van Dyck: Philip Herbert, 4. hrabě z Pembroke s rodinou, 1635

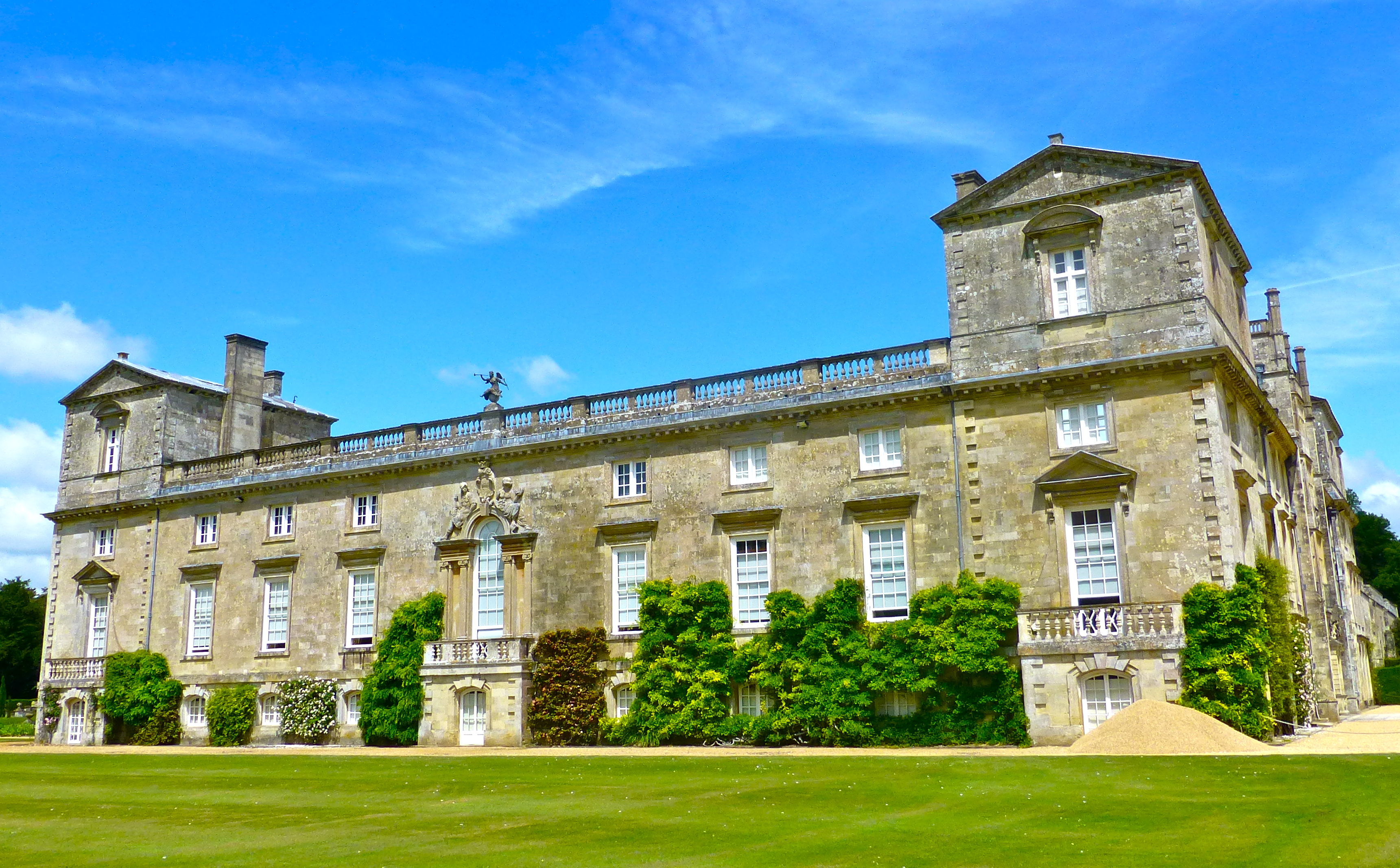
Wilton House

Herbertové se připomínají již od 12. století, zakladatelem vzestupu rodu byl Sir William († 1445), který působil ve službách Jindřicha V. a v roce 1426 byl povýšen do šlechtického stavu. Jeho synové William a Richard založili dvě rodové větve. Z Williamova potomstva pochází hrabata z Pembroke, následně i další rodové linie hrabat z Carnarvonu a hrabat z Powisu. Celkem pětkrát byl v rodině udělen titul baronů z Chirbury, dnes je baronát Chirbury součástí titulatury hrabat z Powisu.

### Hrabata z Pembroke
Titul hraběte z Pembroke získal v roce 1551 William Herbert (1501–1570), který byl švagrem Jindřicha VIII. a za vlády Jindřichových potomků Eduarda VI. a Marie Tudorovny patřil k nejvýznamnějším osobnostem Anglie. Mimo jiné rozšířil rodové statky ve Walesu a díky přízni Jindřicha VIII. získal majetky zrušených klášterů ve Wiltshire. Jeho hlavním sídlem se stal zámek Wilton House (Wiltshire), kde následující generace Herbertů soustředily bohaté umělecké sbírky. Philip Herbert (1584–1650), mladší bratr 3. hraběte z Pembroke, byl oblíbencem Jakuba I. a v roce 1605 získal titul hraběte z Montgomery. Po bezdětném bratrovi zdědil i titul hraběte z Pembroke (1630) a oba hraběcí tituly jsou od té doby sloučeny. Thomas Herbert, 8. hrabě z Pembroke (1656–1733) zastával vysoké státní úřady na přelomu 17. a 18. století, sňatkem s Margaret Sawyer, dcerou korunního právního zástupce Roberta Sawyera, získal zámek Highclere Castle (Berkshire), který zdědil jeden z mladších synů, generál William Herbert (1696–1757), zakladatel pozdější linie hrabat z Carnarvonu. V linii hrabat z Pembroke zastávali Herbertové během 16.–20. století více než dvě stě let úřad lorda–místodržitele v hrabství Wiltshire, šest hrabat z Pembroke získalo Podvazkový řád.

### Hrabata z Carnarvonu
Carnarvon (též Caernarfon) je hrabství ve Walesu a hraběcí titul spojený s tímto jménem získal poprvé Robert Dormer (1610–1643), vojevůdce z doby anglické občanské války. Jeho manželkou byla Anna Sophia Herbert (1610–1695) z rodu hrabat z Pembroke a později byl titul hrabat z Carnarvonu udělen rodu Herbertů (1793). Z této linie vynikl státník Henry Herbert, 4. hrabě z Carnarvonu (1831–1890), který byl dvakrát ministrem kolonií a dokončil novogotickou přestavbu rodového sídla Highclere Castle v Berkshire. Na zámku jsou soustředěny sbírky dokládající archeologické zájmy jeho syna 5. hraběte z Carnarvonu, který financoval výzkumy v Egyptě a objevil Tutanchamonovu hrobku. Zámek Highclere Castle byl živým společenským centrem i ve 20. století, protože Henry Herbert, 7. hrabě z Carnarvonu (1926-2001) byl dlouholetým nejvyšším štolbou královny Alžběty II. Současným představitelem této linie je jeho syn George Herbert, 8. hrabě z Carnarvonu.

### Hrabata z Powisu
Hrad Powis Castle je starobylým šlechtickým sídlem ve Walesu a baronský titul z Powisu získal v roce 1629 William Herbert (1573–1656), bratranec 3. hraběte z Pembroke. Jeho vnuk William Herbert (1626–1696) byl jako přední činitel katolické politiky Stuartovců povýšen na hraběte (1674) a nakonec na markýze z Powisu (1687). Markýzát z Powisu zanikl ve třetí generaci v roce 1748, ale krátce poté byl znovu udělen titul hrabat z Powisu ve vedlejší linii baronů Herbertů z Cherbury. V roce 1748 se hrabětem z Powisu stal generál Henry Herbert (1703–1772). Jeho syn George Herbert, 2. hrabě z Powisu (1755–1801), soustředil na Powis Castle bohaté umělecké sbírky, ale zemřel bez potomstva. Titul hraběte z Powisu pak v roce 1804 získal jeho švagr Edward Clive (1754–1839), syn vrchního velitele v Indii Roberta Clive. Clive zároveň přijal příjmení Herbert a v roce 1811 koupil zříceniny hradu Ludlow Castle. Jeho potomci sídlili převážně na zámku Walcott Hall (Shropshire), který nechal postavit Robert Clive. George Herbert, 4. hrabě z Powisu (1862–1952) byl více než padesát let lordem–místodržitelem v hrabství Shropshire a podnikl poslední stavební úpravy na hradě Powis Castle. Jeho synové padli v první a druhé světové válce, Powis Castle je dnes ve správě organizace National Trust.
Kromě uvedených hlavních větví existuje ještě řada dalších vedlejších linií Herbertů. Henry Herbert (1756–1821) byl poslancem irského a anglického parlamentu a po rodině MacCarthy zdědil statky v Irsku a zde zbohatl důlním podnikáním. Jeho syn Henry Arthur Herbert (1806–1886) byl krátce ministrem pro Irsko. Rodové sídlo Muckross House prošlo nákladnou přestavbou před návštěvou královny Viktorie (1861).

## Osobnosti

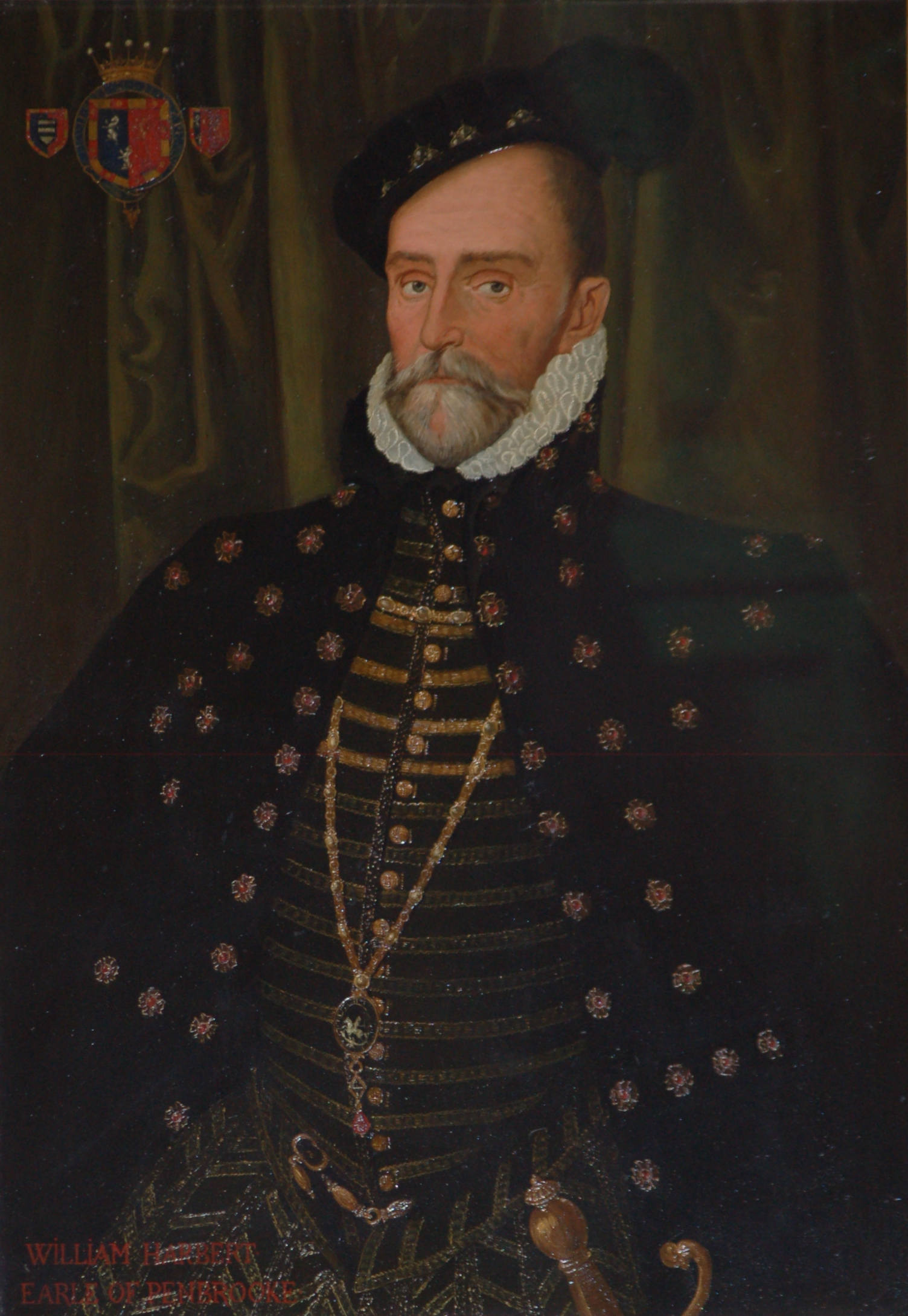
William Herbert, 1. hrabě z Pembroke (1501–1570)

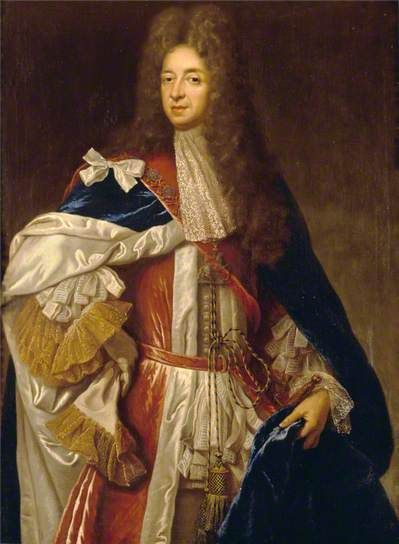
William Herbert, 1. markýz z Powisu (1626–1696)

- William Herbert, 1. hrabě z Pembroke (1501–1570), státník, dvořan, nejvyšší štolba, rytíř Podvazkového řádu
- Henry Herbert, 2. hrabě z Pembroke (1534–1601), vojevůdce, dvořan, rytíř Podvazkového řádu
- Edward Herbert, 1. baron Herbert z Cherbury (1583–1648), diplomat, spisovatel, filozof
- Philip Herbert, 4. hrabě z Pembroke (1584–1650), vojevůdce, dvořan, nejvyšší komoří, rytíř Podvazkového řádu
- George Herbert (1593–1633), básník
- William Herbert, 1. markýz z Powisu (1626–1696), dvořan, vychovatel Jakuba III., rytíř Podvazkového řádu
- Arthur Herbert, 1. hrabě z Torringtonu (1647–1716), admirál
- Thomas Herbert, 8. hrabě z Pembroke (1656–1733), místokrál v Irsku, první lord admirality, rytíř Podvazkového řádu
- Henry Arthur Herbert, 1. hrabě z Powisu (1703–1772), generál, dvořan
- George Herbert, 11. hrabě z Pembroke (1759–1827), generál, dvořan, diplomat, rytíř Podvazkového řádu
- Sidney Herbert (1810–1861), ministr války a kolonií
- Henry Herbert, 4. hrabě z Carnarvonu (1831–1890), ministr kolonií, místokrál v Irsku
- Sir Michael Herbert (1857–1903), velvyslanec v USA
- George Herbert, 5. hrabě z Carnarvonu (1866–1923), archeolog, objevitel Tutanchamonovy hrobky
- Auberon Herbert (1876–1916), ministr zemědělství, válečný pilot
- Sir John Arthur Herbert (1895–1943), poslanec, guvernér v Bengálsku